# Sof'ja Sergeevna Meščerskaja
Principessa Sof'ja Sergeevna Meščerskaja, (in russo: Софи́я Серге́евна Мещерская) (San Pietroburgo, 27 febbraio 1851 – Parigi, 28 febbraio 1944), è stata una nobildonna e filantropa russa.

## Biografia
Era la figlia di Sergej Vasil'evič Meščerskij (1828-1856), e di sua moglie, Marija Vladimirovna Apraksina. Da parte di suo padre era la pronipote di Vladimir Petrovič Meščerskij e da parte di sua madre era la pronipote del generale Stepan Stepanovič Apraksin e del conte Pëtr Aleksandrovič Tolstoj.
Divenne una damigella d'onore dell'Imperatrice Maria Alexandrovna.

## Matrimonio
Sposò il conte Aleksej Pavlovič Ignatiev (1842-1906), il figlio del generale Pavel Nikolaevič Ignatiev. Il loro primo incontro si tenne nella tenuta di suo zio dove Aleksej  arrivò alla testa del reggimento durante delle manovre. Ebbero cinque figli:
- Aleksej Alekseevič (1877-1954);
- Pavel Alekseevič (1878-1930);
- Sof'ja Alekseevna (1880-1935), sposò Nikolaj Ivanovič Zvegintsov;
- Sergej Alekseevič (1888-1955), sposò Ekaterina Nikolaevna Roščina-Insarova;
- Ol'ga Alekseevna (1896-1949).

Nel 1906 suo marito venne assassinato. Dopo la rivoluzione Sof'ja  fu costretta a lasciare San Pietroburgo e si stabilì a Kiev. Nel 1919, fuggendo da Costantinopoli, si trasferì in Francia, dove visse a Parigi.

## Attività di beneficenza
Sof'ja era molto attiva nelle opere di beneficenza. A Kiev fu coinvolta nella progettazione della Cattedrale di San Vladimiro.
Durante la prima guerra mondiale, ha partecipato alle attività della Società per la sepoltura dei soldati caduti.

## Morte
Morì il 28 febbraio 1944 a Parigi.